# Женщина перед зеркалом (картина Тициана)
«Женщина перед зеркалом» (итал. Donna con uno specchio) — картина Тициана, написанная около 1515 года. В настоящее время находится в 711-м зале на 1-м этаже галереи Денон в Лувре. Код: INV. 755.
На картине изображена красивая молодая женщина, расчёсывающая волосы перед маленьким зеркальцем, которое держит для неё мужчина. Её спина отражается в другом, выпуклом, зеркале. Картина характерна для творчества Тициана этого периода и является выражением гармоничного тицианского классицизма, доведённого художником до совершенства.
Существует похожая картина, изображающая причёсывающуюся женщину и юношу, держащего зеркала. Она хранится в Праге. Моделью для картины стала Виоланта, любовница и натурщица Тициана. Другая (устарелая) версия гласит, что на картине изображена Лаура Дианти.

## Галерея

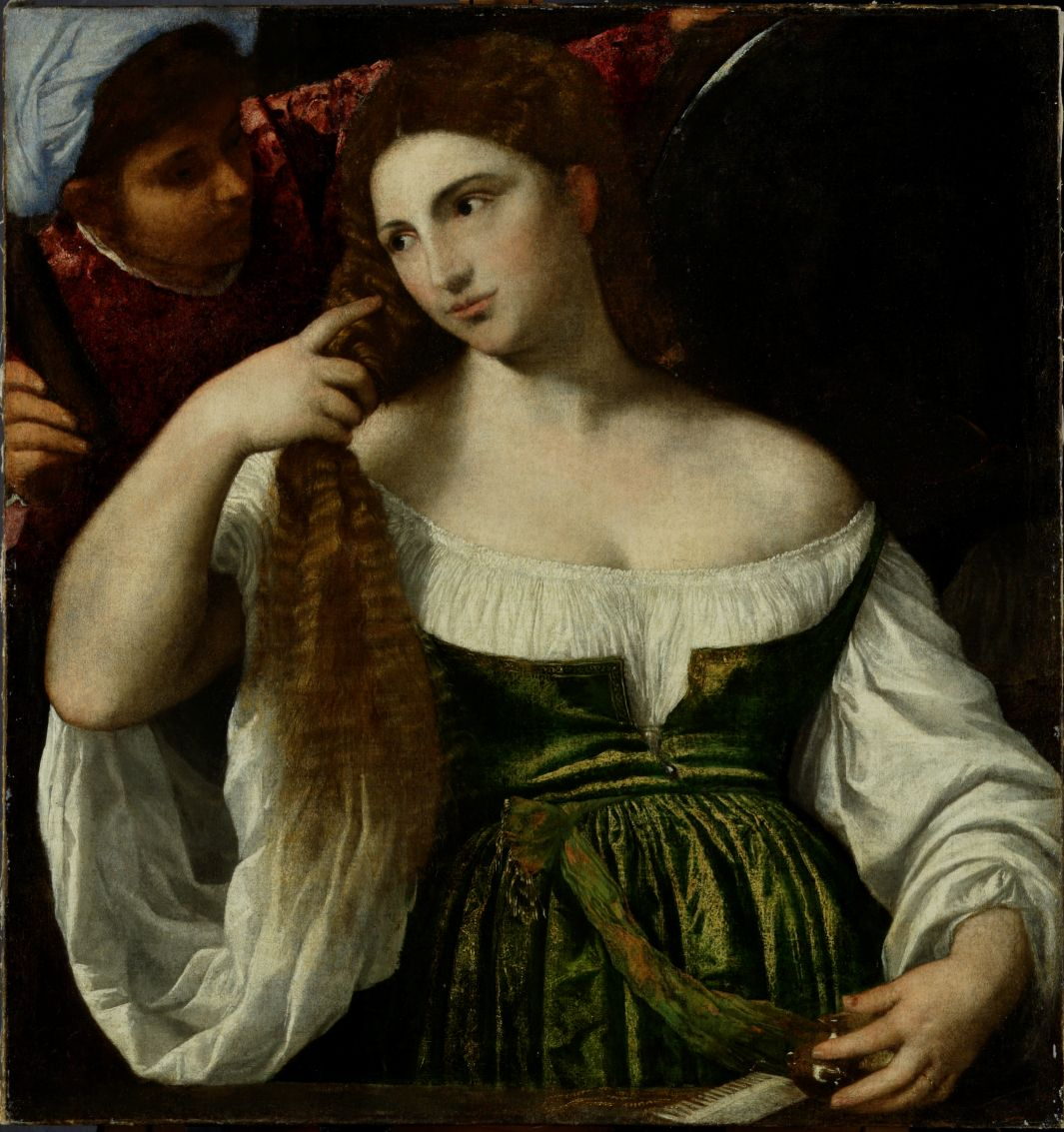
Тициан «Туалет молодой женщины»
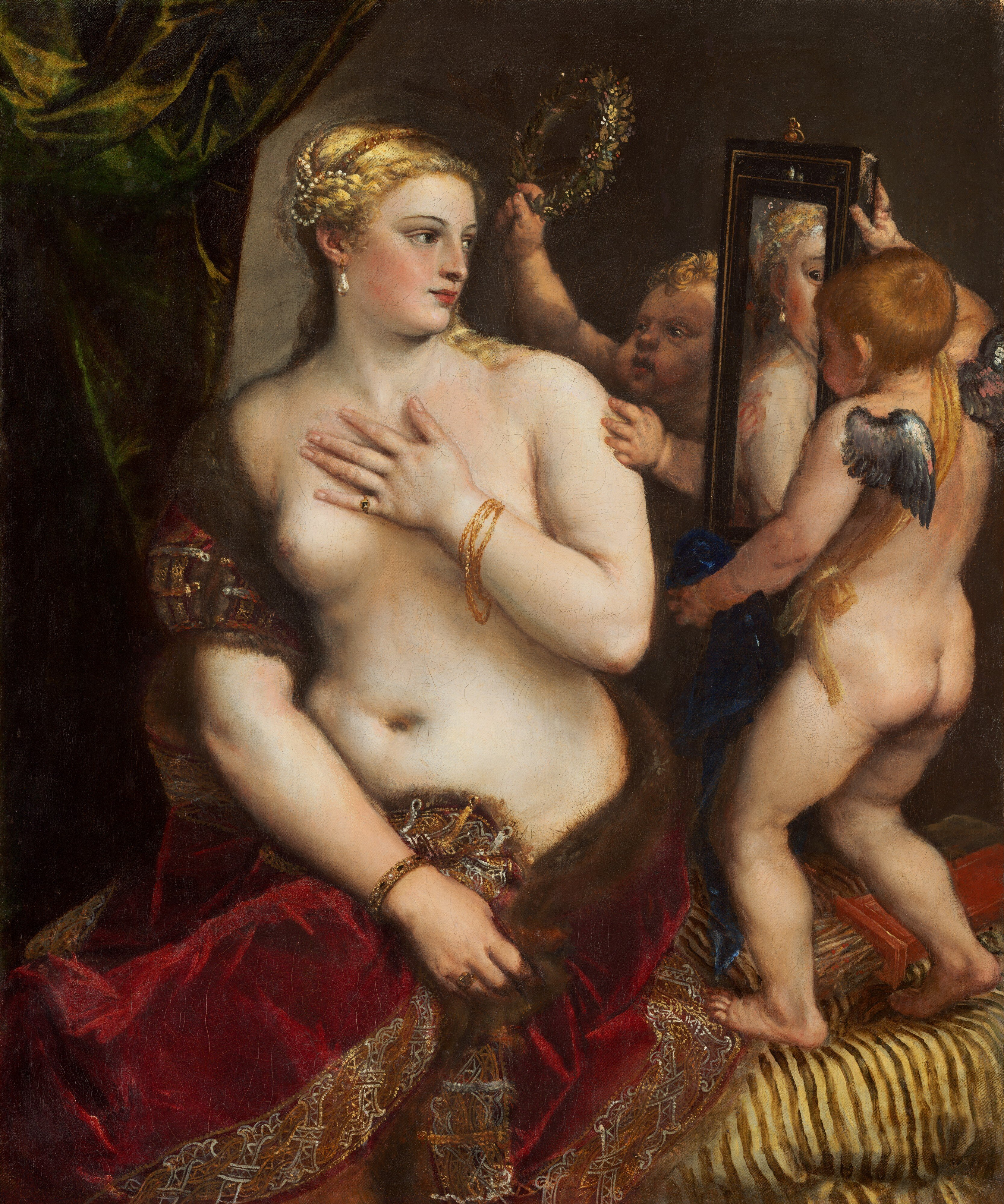
Тициан «Венера перед зеркалом»